# Schiave bianche - Violenza in Amazzonia
Schiave bianche - Violenza in Amazzonia, noto anche con i titoli Schiave bianche - Violenza profonda e Schiave bianche - Il sesso e la violenza, è un film del 1985 diretto da Mario Gariazzo con lo pseudonimo di Roy Garrett.

## Trama
Catherine, una studentessa inglese, si reca in Amazzonia. Lì la sua famiglia viene sterminata dagli indios, che rapiscono la ragazza, ma a poco a poco questa s'adatta alla prigionia e s'innamora d'un indigeno che le svelerà il segreto della morte dei suoi genitori, di qui Catherine escogiterà e attuerà una tremenda vendetta.

## Produzione
Penultimo cannibal movie italiano (anche se andrebbe considerato un esempio di Revenge movie), scritto da Francesco Prosperi. Il film doveva essere diretto da Ruggero Deodato, che rifiutò per dirigere Inferno in diretta.
In questo film il cannibalismo è marginale, ma non mancano scene splatter, come quelle in cui i  corpi vengono decapitati.